# Prix Timocharis
Prix Timocharis är ett travlopp för 3-åriga varmblodiga hingstar och ston som körs på Vincennesbanan utanför Paris i Frankrike varje år. Det är ett Grupp 3-lopp, det vill säga ett lopp av tredje högsta internationella klass. Loppet körs över distansen 2700 meter. Förstapris är 31 500 euro.

## Vinnare
| År   | Häst               | Efter             | Kusk                  | Tränare                 | Distans | Tid    |
| ---- | ------------------ | ----------------- | --------------------- | ----------------------- | ------- | ------ |
| 2023 | Kristal Josselyn   | Bold Eagle        | Benjamin Rochard      | Sébastien Guarato       | 2 700 m | 1'14"4 |
| 2022 | Jack Tonic         | Charly du Noyer   | Théo Duvaldestin      | Thierry Duvaldestin     | 2 700 m | 1'14"4 |
| 2021 | Instinct d'Am      | Bold Eagle        | Gabriele Gelormini    | Erik Bondo              | 2 700 m | 1'14"8 |
| 2020 | Hohneck            | Royal Dream       | Yoann Lebourgeois     | Philippe Allaire        | 2 700 m | 1'14"7 |
| 2019 | Gipson Creek       | Rieussec          | Gabriele Gelormini    | Sebastien Guarato       | 2 700 m | 1'13"8 |
| 2018 | Fable du Plessis   | Neutron du Cebe   | Paul-Philippe Ploquin | Patrick Ploquin         | 2 850 m | 1'17"2 |
| 2017 | Elegantissime      | Ready Cash        | Yoann Lebourgeois     | Philippe Allaire        | 2 850 m | 1'15"8 |
| 2016 | Délia du Pommereux | Niky              | Franck Nivard         | Sylvain Roger           | 2 850 m | 1'15"6 |
| 2015 | Cavalleria         | Prodigious        | Éric Raffin           | Sebastien Guarato       | 2 850 m | 1'15"8 |
| 2014 | Bonnie Cadence     | Qualypso Jiel     | Jean-Michel Bazire    | Emmanuel Allard         | 2 850 m | 1'16"4 |
| 2013 | Athena de Vandel   | Prince Gede       | Cedric Megissier      | Cedric Megissier        | 2 850 m | 1'15"0 |
| 2012 | Verrine d'Occagnes | Qualmio de Vandel | Franck Nivard         | Thierry Duvaldestin     | 2 850 m | 1'16"1 |
| 2011 | Urgele             | Otello Pierji     | Thierry Duvaldestin   | Thierry Duvaldestin     | 2 850 m | 1'16"4 |
| 2010 | Tequila Berry      | Kesaco Phedo      | Jean-Michel Bazire    | Jean-Michel Bazire      | 2 850 m | 1'14"6 |
| 2009 | Star Melody        | Goetmals Wood     | Dominik Locqueneux    | Michaël Jean Ruault     | 2 850 m | 1'16"2 |
| 2008 | Reine Lucernaise   | Jag de Bellouet   | Franck Nivard         | Laurent Deshayes        | 2 850 m | 1'15"5 |
| 2007 | Quaro              | Kiwi              | Jean-Michel Bazire    | Fabrice Souloy          | 2 850 m | 1'15"7 |
| 2006 | Pay The Bill       | Sancho Panca      | Ulf Nordin            | Ulf Nordin              | 2 850 m | 1'16"5 |
| 2005 | Okapi de Fael      | Gai Brillant      | Thierry Duvaldestin   | Thierry Duvaldestin     | 2 850 m | 1'15"9 |
| 2004 | Nuage de Lait      | Défi d'Aunou      | Jean-Étienne Dubois   | Jean-Étienne Dubois     | 2 850 m | 1'16"0 |
| 2003 | Mambo King         | Ganymede          | Jean-Michel Bazire    | Jean-Michel Bazire      | 2 850 m | 1'17"1 |
| 2002 | L'Ile de Reve      | Coktail Jet       | Jean-Pierre Dubois    | Jean-Étienne Dubois     | 2 850 m | 1'17"3 |
| 2001 | Kiesta des Bordes  | Ulf d'Ombree      | Jean-Michel Bazire    | Jean-Michel Bazire      | 2 850 m | 1'20"0 |
| 2000 | Java Blanche       | Viking's Way      | Jean-Michel Bazire    | Jacques Provost         | 2 850 m | 1'16"8 |
| 1999 | Idas du Goutier    | Jet du Vivier     | Bernard Piton         | Laurent-Claude Abrivard | 2 850 m | 1'16"0 |
| 1998 | Hindie             | Tarass Boulba     | Pierre Levesque       | Bernard Chaucheprat     | 2 850 m | 1'17"2 |
| 1997 | Gattion Leman      | Pelican du Pont   | Jules Lepennetier     | Jules Lepennetier       | 2 850 m | 1'19"0 |
| 1996 | Fiesque            | And Arifant       | Jean-Pierre Dubois    | Jean-Pierre Dubois      | 2 850 m | 1'17"7 |
| 1995 | Elio Josselyn      | Armbro Goal       | Jean-Pierre Dubois    | Jean-Pierre Dubois      | 2 875 m | 1'18"1 |
| 1994 | Don Giovanni       | Ulf d'Ombree      | Jean-Philippe Dubois  | Jean-Philippe Dubois    | 2 850 m | 1'18"5 |
| 1993 | Colt Fortysix      | Podosis           | Loic Lerenard         | Loic Lerenard           | 2 850 m | 1'18"3 |
| 1992 | Blansca            | Jiosco            | Philippe Mortagne     | Philippe Mortagne       | 2 975 m | 1'19"0 |